# Saison 24 de New York, unité spéciale
 (septembre 2022).
Si vous disposez d'ouvrages ou d'articles de référence ou si vous connaissez des sites web de qualité traitant du thème abordé ici, merci de compléter l'article en donnant les références utiles à sa vérifiabilité et en les liant à la section « Notes et références ».
Chronologie
Saison 23 Saison 25
Cet article, présente la vingt-quatrième saison de New York, unité spéciale, ou La Loi et l'Ordre : Crimes sexuels au Québec, (Law and Order: Special Victims Unit) qui est une série télévisée américaine.

## Distribution

### Acteurs principaux
- Mariska Hargitay (VF : Dominique Dumont) : capitaine Olivia Benson
- Kelli Giddish (VF : Anne Dolan) : inspecteur Amanda Rollins (épisodes 1 à 9 puis 22)
- Ice-T (VF : Jean-Paul Pitolin) : sergent Odafin Tutuola
- Peter Scanavino (VF : Jérôme Pauwels) : substitut du procureur Dominick « Sonny » Carisi Jr.
- Octavio Pisano : inspecteur Joe Velasco
- Molly Burnett (VF : Chloé Berthier) : inspecteur Grace Muncy (invitée épisodes 2 à 6, puis principale épisode 7 à 22)

### Invités deNew York, police judiciaire
- Jeffrey Donovan : Capitaine Frank Cosgrove (épisode 1)
- Mehcad Brooks : Détective Jalen Shaw (épisode 1)
- Camryn Manheim : Lieutenant Kate Dixon (épisodes 1 et 10)

### Invités deNew York, crime organisé
- Christopher Meloni : Détective Eliott Stabler (épisodes 1, 12, 21 et 22)
- Danielle Moné Truitt : Sergent Ayanna Bell (épisode 1)
- Ainsley Seiger : Détective Jet Slootmaekers (épisodes 1 et 22)
- Rick Gonzalez : détective Bobby Reyes (épisode 22)
- Brent Antonello : détective Jamie Whelan (épisode 22)

## Acteurs récurrents

### Membres de l'Unité spéciale
- Terry Serpico : Chef Tommy McGrath (épisodes 2, 7, 10, 11 et 22)
- Kevin Kane : inspecteur Terry Bruno (épisodes 10, 11, 12, 13, 14, 17, 19 et 22)
- Jasmine Batchelor : inspecteur Tonie Churlish (épisodes 10 à 12 puis 15 à 22)
- Frank Wood : médecin-légiste Abel Truman (épisodes 4, 8 et 21)

### Cour suprême
- Betty Buckley : Lorraine Maxwell (épisodes 2, 4 et 19)

### Avocats de la défense
- Erin Anderson : avocate de la défense April Andrews (épisodes 2 et 15)
- Eric Aschenbrenner : avocat de la défense Steven Felder (épisode 2)
- Frances Turner : avocate de la défense Elaine Samuels (épisodes 3, 8, 18 et 20)
- Robbie Williams : avocat de la défense Mason Carter (épisodes 4, 9 et 21)
- Jason Kravits : avocat de la défense Sandy Braun (épisode 5)
- Jeffrey Schecter : avocat de la défense Art Blumfeld (épisodes 6 et 19)
- Zsuzska Beswick : avocate de la défense Zara Anderson (épisode 6)
- Kadia Saraf : avocate de la défense Anya Avital (épisodes 10, 11 et 22)
- Asa James : avocat de la défense Kingston Giddens (épisode 11)
- Julian Elijah Martinez : avocat de la défense Jericho Swope (épisode 12)
- Marisa Brau-Reyes : avocate de la défense Edwina Myerson (épisode 13)
- Brian Cade : avocat de la défense Harris Malone (épisodes 13, 18 et 19)
- Lou Martini, Jr. : avocat de la défense Ron Freddo (épisode 14)
- J.C. MacKenzie : avocat de la défense Richard Pace (épisode 15)
- Nia Vardalos : avocate de la défense Minonna Efron (épisode 16)

### Juges
- Stephen C. Bradbury : juge Colin McNamara (épisodes 2, 5, 9, 16, 20 et 22)
- Anthony Patellis : juge Lonnie Dukakis (épisodes 3 et 9)
- Aida Turturro : juge Felicia Catano (épisodes 3 et 20)
- Kellie Overbey : juge Christine Rayburn (épisodes 5 et 12)
- Michael Mastro : juge D. Serani (épisodes 12 et 18)
- Ami Brabson : juge Karyn Blake (épisode 16)
- Marc Webster : juge Charles Pervus (épisode 19)

### NYPD
- Thamer Jendoubi : officier Kivlahan (épisodes 1 et 21)
- Ashley Taylor Greaves : officier Gabrielle Taylor (épisode 3)
- Paul Bomba : officier Bobby Nardone (épisodes 4 et 21)
- Edelen McWilliams : détective Martin (épisode 4)
- Quentin Nguyen-Duy : officier Eric Tran (épisode 5)
- Adrian Alvarado : détective Ray Fernandez (épisode 8)

### Entourage de l'Unité spéciale

#### La Famille Benson
- Ryan Buggle : Noah Porter-Benson (épisodes 4, 9, 10 et 12)

#### La Famille Rollins
- Charlotte Cabell : Jesse Rollins (épisodes 3 et 9)
- Beatrice Mallow : Billie Rollins (épisodes 3 et 9)

## Production
Le 27 février 2020, la série avait été renouvelée jusqu'en 2023.
La vingt-quatrième saison comporte 22 épisodes et est diffusée du 22 septembre 2022 au 18 mai 2023.
En France, la saison est diffusée du 5 février au 30 septembre 2024 sur TF1.
Cette saison est marquée par le départ de l'inspecteur Amanda Rollins, interprétée par Kelli Giddish depuis la saison 13, elle quitte la série lors de l'épisode 9. Cette saison marque aussi l'arrivée d'une nouvelle détective, Grace Muncy, jouée par Molly Burnett dès l'épisode 2, elle devient principale à partir de l'épisode 7.
Le premier épisode qui est diffusée le 22 septembre 2022, est marqué par un triple crossover qui commence via New York, crime organisé et qui se termine via New York, police judiciaire.
Christopher Meloni, est revenu en tant que récurrent dans au moins un épisode de cette saison.

## Liste des épisodes

### Épisode 1:Tic Tac Boum
- États-Unis /  Canada : 22 septembre 2022 sur NBC / Citytv
- Suisse &  Belgique : 10 octobre 2023 sur RTS 1 & RTL TVI
- France : 5 février 2024 sur TF1
- Québec : 8 février 2024 sur Séries Plus

- États-Unis : 5,47 millions de téléspectateurs (première diffusion)[7]

- Jaci Calderon : Nicole Merrick
- Stephanie Gunn : Sam Ellis
- Beau Knapp : Mark Sirenko
- Vinny Randazzo : John Kent
- Geoffrey Allen Murphy : Matvey
- Connie Shi : détective Violet Yee
- Andrew Yackel : Vincent Lowe

### Épisode 2:Collaboration difficile
- États-Unis : 29 septembre 2022 sur NBC
- Suisse /  Belgique : 10 octobre 2023 sur RTS 1 / RTL TVI[8]
- France : 12 février 2024 sur TF1

- États-Unis : 4,62 millions de téléspectateurs (première diffusion)[9]

- Mary Theresa Archbold : docteur
- Briana Aponte : Elena Gomez
- Maurice Compte : capitaine Mike Duarte
- Kym Gomes : Lucia Santiago
- Valerie Johnson : Esme Frain
- John Lara : Manuel Rivera
- Julian Anthony Martinez : Ricky Pinto
- Nick Reynolds : Robert Whitman
- Honor Blue Savage : Elizabeth Whitman
- Brooklyn Shuck : Nora Whitman
- Daniel Taveras : Sabo Santiago
- Lucy Taylor : Christine Whitman
- Georgia Waehler : Amelia Whitman
- Matthew Taylor Zuniga : Cesar Rodriguez

### Épisode 3:Jeux de mains...
- États-Unis : 6 octobre 2022 sur NBC
- Suisse /  Belgique : 17 octobre 2023 sur RTS 1 / RTL TVI[10]
- France : 19 février 2024 sur TF1

- États-Unis : 4,16 millions de téléspectateurs (première diffusion)[11]

- Grant Anstine : Austin Collins
- Hope Blackstock : Reporter #1
- Alison Cimmet : Dr Hannah Rosenthal
- David Jennings : Randy
- Anthony M. Walker : Malique
- Tony Melson : Max Carter
- Anthony Patellis : juge Lonnie Dukakis
- Julia Goldani Telles : Kelsey Jones
- Frances Turner : Elaine Samuels
- Tony Ward : Joe Boyer
- Dana Wheeler-Nicholson : Lilah Jones
- Dawn Yanek : Reporter #2

Amanda Rollins consulte une psychiatre et a de plus en plus de mal à gérer le stress du travail. Austin Collins et Kelsey Jones sont un jeune couple de célébrités connu, sur les réseaux sociaux, comme des stars de la musique. Les deux jeunes gens se disputent lors d'une virée en limousine, à cause de l'état d'ébriété du jeune homme, puis alors qu'ils sont de sortie, Carisi et Rollins croisent la jeune femme et la raccompagnent à son hôtel. Mais le lendemain, cette dernière se rend au commissariat de l'unité spéciale des victimes avec un œil au beurre noir. Elle raconte au capitaine Benson et à Rollins que son compagnon l'a frappée, car elle a refusé de coucher avec lui. De son côté, Austin révèle à la première que sa compagne lui a jeté une bouteille sur la tête pendant leur dispute. Carisi et Rollins apprennent ensuite, par les informations télévisées, que le jeune couple de célébrités annonce leur intention de se marier. Cependant, Benson et Rollins sont inquiètes au sujet de la jeune femme, car elles pensent que les fiançailles sont un prétexte pour Austin d'empêcher sa compagne de se retourner contre lui. Alors qu'elles lui rendent visite, elles rencontrent sa mère, Lilah. Mais les choses dégénèrent ensuite, car entre Austin et Kesley, plus rien ne va depuis que la mère de la seconde est revenue dans sa vie. Et comme si cela ne suffisait pas, la jeune femme apprend à Benson que son compagnon l'a violée.

### Épisode 4:Captives
- États-Unis : 13 octobre 2022 sur NBC
- Suisse /  Belgique : 17 octobre 2023 sur RTS 1 / RTL TVI[12]
- France : 26 février 2024 sur TF1

- États-Unis : 4,36 millions de téléspectateurs (première diffusion)[13]

- Paola Sanchez Abreu : Nadine Chavez
- Denny Bale Bess : Carl Goetz
- Anjali Bhimani : Nisha Singh
- Jess Gabor : Gillian Moore
- Greg Harpold : shérif-adjoint Ronald Monroe
- Rock Kohli : Ravi Singh
- Dayla Knapp : Bella Moore
- Adam Petchel : Elias Olsen
- Veraalba Snata : Martha Nunez

### Épisode 5:Les Sauveteurs du Bronx
- États-Unis : 27 octobre 2022 sur NBC
- Suisse /  Belgique : 24 octobre 2023 sur RTS 1 / RTL TVI[14]
- France : 4 mars 2024 sur TF1

- États-Unis : 4,42 millions de téléspectateurs (première diffusion)[15]

- Andrea Bianchi : Diane Garcia
- Samantha Boscarino : Martina Rodriguez
- James Carpinello : Paul Greco
- Leticia Castillo : Yara Rodriguez
- Damien Diaz : Diego Rodriguez
- R. Ward Duffy : Matt Gentile
- Carolyn Faye Kramer : Anne Callas
- Kellie Overbey : juge Christine Rayburn
- Sol Ramo : Daniela Cruz
- Kevin Thoms : Frank Pinsky
- Sam Wolf : Ronnie Volpe

### Épisode 6:Bas les masques
- États-Unis : 3 novembre 2022 sur NBC
- Suisse /  Belgique : 24 octobre 2023 sur RTS 1 / RTL TVI[16]
- France : 18 mars 2024 sur TF1

- États-Unis : 3,90 millions de téléspectateurs (première diffusion)[17]

- Jordan Belfi : Spencer Lewis
- Zsuzska Beswick : Zara Anderson
- Julia Blanchard : Carley
- Brooke Bloom : Maggie D'Angelo
- Jon Booker : Henry
- Lashonza Featherston : Arielle
- Lastarza Featherston : Arwen
- Lola Glaudini : Lena Hess
- Buddy Haardt : Brad Holman
- Jack Koenig : juge Gerald Maynard
- Fergie L. Philippe : Nurse George Maledon
- Dave Shalansky : Ethan Schmidt
- ,Paul Spriggs : Claude
- Damani Varnado : Antoine Wilson

### Épisode 7:Carton rouge
- États-Unis : 10 novembre 2022 sur NBC
- Suisse /  Belgique : 31 octobre 2023 sur RTS 1 / RTL TVI[18]
- France : 11 mars 2024 sur TF1

- États-Unis : 4,12 millions de téléspectateurs (première diffusion)[19]

- Bob Ari : Oliver Gelb
- Diana Coconubo : Marcia Campos
- Ndack Fleming : Ebony Jones
- Danielle Marie Gonzalez : Simone Rocha
- Alexandra Grey : Rachel Thoms
- John Patrick Hayden : Tim Mondale
- Cameron Kelly : Nellie Kramer
- Michelle L. Lamb : Rhonda Barnes
- Stephanie LaVardera : Rita Parsons
- David Lavine : Dustin Meeks
- Emily Rose Lyons : Aline Newell
- Jonathan Medina : Antonio Campos
- Mona Moriya : Miranda Cook
- Michael Ocampo : Paulo Rocha
- Amanda Paige Philipson : Ana Campos
- Susan Rybin : Beatriz Lima

### Épisode 8:Quelqu'un de bien
- États-Unis : 17 novembre 2022 sur NBC
- Suisse /  Belgique : 31 octobre 2023 sur RTS 1 / RTL TVI[20]
- France : 25 mars 2024 sur TF1

- États-Unis : 4,95 millions de téléspectateurs (première diffusion)[21]

- Christine M. Campbell : Laura McDaniels
- Dani Foster : Aidan McDaniels
- Tyler French : Lukas Peeters
- Michael W. Gaines : juge Rasstin Turner
- Greg Grunberg : détective Mark McDaniels
- Sarah Lyddan : Mandy Cook
- Tom Paolino : détective Dub Nichols
- Rain Valdez : Cora Jones
- Sean Weil : Bucky
- Ronnie White : détective Jerry Bell
- Brian Wolfe : Brian Donnelly

### Épisode 9:Le Cadeau de Noël
- États-Unis : 8 décembre 2022 sur NBC
- Suisse /  Belgique : 7 novembre 2023 sur RTS 1 / RTL TVI[22]
- France : 1er avril 2024 sur TF1

- États-Unis : 4,98 millions de téléspectateurs (première diffusion)[23]

- Gregory Abbey : Matt McCann
- Anna Belknap : Ginny McCann
- Anjali Bhimani : Nisha Singh
- Gio Castellano : Jorge
- Joel Haberli : Bukowski
- Rock Kohli : Rav Singh
- Jesse Lehman : Ray Sprague
- Adam Petchel : Elias Olsen
- Tre Ryder : Connor McCann
- Taylor Marie Scott : Hannah Bailey
- Alexis Sims : Woodstock Uni
- Misha Whalen : substitut du procureur Alice Schultz
- Michael Worden : Troy Hornberg
- Aditi Yadav : Priya Singh

### Épisode 10:Représailles inattendues
- États-Unis : 5 janvier 2023 sur NBC
- Suisse /  Belgique : 7 novembre 2023 sur RTS 1 / RTL TVI[24]
- France : 8 avril 2024 sur TF1

- États-Unis : 5,49 millions de téléspectateurs (première diffusion)[25]

- Camryn Manheim : Kate Dixon
- Maurice Compte : inspecteur Mike Duarte
- Christian Yeung : détective Reeves Chang
- Omar Evans : Pup Peters
- Michael Vincent Berry : Ronnie Samuels
- Jackie Roth : Cleo Samuels
- Brian McCormack : Patrick Murray
- Devon Ahmed : Dr. Sanders Patel
- Alexis Frias : Lima Mike
- Anjel Pinero : Logan Camacho
- Ashlea Hayes : Rose Salazar
- Andrew Gonzalez : Eddie Fuentes
- Anne Bowles : Marie Little
- Alex Rascovar : Alan Little
- Makia Martin : Angela Perry
- Kyle Merker : avocat Beck Byrd
- Marc Rivera : Albert Diaz
- Robert Manning, Jr. : assistant avocat US Ingram Wise

Cet épisode présente deux inspecteurs de l'Unité spéciale du Bronx, Terry Bruno et Tonie Churlish joués respectivement par Kevin Kane et Jasmine Batchelor, recrutés dans les épisodes suivants par le capitaine Benson pour rejoindre son équipe. 

### Épisode 11:L'Arbre à trophées
- États-Unis : 12 janvier 2023 sur NBC
- Suisse /  Belgique : 14 novembre 2023 sur RTS 1 / RTL TVI[26]
- France : 15 avril 2024 sur TF1

- États-Unis : 5,13 millions de téléspectateurs (première diffusion)[27]

- Maurice Compte : capitaine Mike Duarte
- Marc Rivera : Albert Diaz
- Goya Robles : Oscar Papa
- Adam Lindo : Benny Barros
- Rigo Garay : Hector Suarez
- Chloe Castro-Santos : Maria Garcia
- Robert Manning, Jr. : assistant avocat US Ingram Wise
- Brian Quijada : Lindsay Del Toro
- Eduardo Navas : Rodrigo Garcia
- Matt Van Orden : Archie Kinard
- Haulston Mann : détective Clem Shirk
- Edmi De Jesús : Sonya Garcia

### Épisode 12:Le Sang pour le sang
- États-Unis : 26 janvier 2023 sur NBC
- Suisse /  Belgique : 14 novembre 2023 sur RTS 1 / RTL TVI[28]
- France : 22 avril 2024 sur TF1

- États-Unis : 5,77 millions de téléspectateurs (première diffusion)[29]

- Christopher Meloni : Elliot Stabler
- Maurice Compte : capitaine Mike Duarte
- Marc Rivera : Albert Diaz
- Goya Robles : Oscar Papa
- Adam Lindo : Benny Barros
- Rigo Garay : Hector Suarez
- Chloe Castro-Santos : Maria Garcia
- Cristina María Castro : Monica Diaz
- Michael Masini : Leonard Kofax
- Ciara Monique : Wallen Sipes
- June Ballinger : Betty Morgan
- Ashley Versher : Nurse Cady Bickel
- Lyndsay Kimball : SANE Nurse Tammy Dorn

### Épisode 13:Carrefour dangereux
- États-Unis : 2 février 2023 sur NBC
- Belgique : 21 novembre 2023 sur RTL TVI
- Suisse : 23 novembre 2023 sur RTS 1
- France : 29 avril 2024 sur TF1

- États-Unis : 5,34 millions de téléspectateurs (première diffusion)[30]

- Marcus Anderson, Jr. : Josh Wagner
- Vince Bandille : Albert Conte
- Lucas Van Engen : Clark Young
- Daniel Passaro : George Kalazakis
- Mariand Torres : Dr. Penny Kimbrough
- Raquel Chavez : Rose Bruno
- Charlie Solis : Drew Simon
- Logan Jones : Damon Franklin
- Sarah Baskin : Poppy Wilson
- Chelsea Yakura-Kurtz : Emma Dunn
- Stephanie Wright Thompson : Shari Young
- Kim Berrios Lin : Danielle Thomas
- Conner Terry : Rob Malone
- Bex Odorisio : Stephanie Kalazakis
- Allyson Tucker : Callie Burns

### Épisode 14:Les Larmes de verre
- États-Unis : 16 février 2023 sur NBC
- Belgique : 21 novembre 2023 sur RTL TVI
- Suisse : 23 novembre 2023 sur RTS 1
- France : 6 mai 2024 sur TF1

- États-Unis : 5,13 millions de téléspectateurs (première diffusion)[31]

- Richard Cabral : Ivan Hernandez
- Mark Borkowski : capitaine Pete Ryan
- Cady McClain : Patty Ryan
- Nathan Hinton : Marshall Ethan Barnes
- Sophie Hoyt : Tara James
- Aidan TK Baker : Edgar Leon
- Marc Basil : Virgil Hatton
- Roy Shuler : Jasper Neely

### Épisode 15:Le Roi de la lune
- États-Unis : 23 février 2023 sur NBC
- Belgique : 28 novembre 2023 sur RTL TVI
- Suisse : 30 novembre 2023 sur RTS 1
- France : 13 mai 2024 sur TF1

- États-Unis : 5,01 millions de téléspectateurs (première diffusion)[32]

- Bradley Whitford : Pence Humphreys âgé
- Nancy Travis : Winifred Humphreys
- Michael Basile : détective Vic Garrett
- Erin Quill : Dr. Adrienne Wright
- Noah Feldman : Pence Humphreys (à 10 ans)
- Michael Varde : Pence Humphreys (à 20 ans)
- Marlana Cay Baker : Winifred Humphreys (à 10 ans)
- Holly Hinchliffe : Winifred Humphreys (à 20 ans)
- Julia Ryan : Virginia Wise
- Eric Munro Schwan : Kevin Wise
- Rigo Garay : Hector Suarez

### Épisode 16:Un murmure dans le noir
- États-Unis : 23 mars 2023 sur NBC
- Belgique : 28 novembre 2023 sur RTL TVI
- Suisse : 30 novembre 2023 sur RTS 1
- France : 20 mai 2024 sur TF1

- États-Unis : 4,56 millions de téléspectateurs (première diffusion)[33]

- Eden Malyn : Zoe Greene
- Tory Trowbridge : Jenna Scott
- Charles Warburton : Richard Scott
- Gabriel Sidney Brown  : Cooper Davis

### Épisode 17:Service d'étage
- États-Unis : 30 mars 2023 sur NBC
- Belgique : 5 décembre 2023 sur RTL TVI
- Suisse : 7 décembre 2023 sur RTS 1
- France : 27 mai 2024 sur TF1

- États-Unis : 4,30 millions de téléspectateurs (première diffusion)[34]

- Michael Trotter : Teddy Muncy
- Maren Lord : Abby Clark
- Dave Quay : Alec Clark
- Dominique Worlsey : Arlo Gregory
- Reza Nader : Sunil Patesh
- Dave Murgittroyd : Joe Mancuso
- Shahan Awan : Rav Patesh
- Sophia Alawi : Asha Patesh
- Danny Lindgren : Chester Kawchuk
- Matt Cody : George Draffin
- Ariana Aftahi : Leslie Stein

### Épisode 18:Besoin d'ailes
- États-Unis : 6 avril 2023 sur NBC
- Belgique : 5 décembre 2023 sur RTL TVI
- Suisse : 7 décembre 2023 sur RTS 1
- France : 3 juin 2024 sur TF1

- États-Unis : 4,56 millions de téléspectateurs (première diffusion)[35]

- Michelle Gomez : Connie Parrish
- Joseph Cross : Martin Parish
- Leenya Rideout : Dr. Esther Pazargadi
- Ben Becher : Ron Cohen
- Alaina Surgener : Mona Stewart
- Robert Farrior : Peter Parish
- Louis Balletta : Henry Caputo
- Nik Alexander : Stanton Garber
- Justin Ariola : Super
- Francesca Fernandez : M.E. Frankie Archuleta
- Chris Cardazo : Eugene Mills
- Ana Esposito : Bianca Parish
- Whitney McIntosh-Joseph : technicien CSU

### Épisode 19:Les Nymphettes du club
- États-Unis : 27 avril 2023 sur NBC
- Belgique : 5 décembre 2023 sur RTL TVI
- Suisse : 14 décembre 2023 sur RTS 1
- France : 10 juin 2024 sur TF1

- États-Unis : 4,39 millions de téléspectateurs (première diffusion)[36]

- Tom Irwin : Roger Briggs
- Joseph Castillo-Midyett : Anthony Suarez-Santini
- Kailena Mai : Elle Santini
- Wynn Harmon : Francis Fuller
- Bob Gallagher : Dean Roberts
- Anna Kathryn Holbrook : Alice Wolcott
- Jessica Wong : Daniela Foster
- Sophia Eleni Kekllas : Paige Bradley
- Cailin Peluso : Tara Nichols
- Matthew Rashid : Harold Wolcott
- Alessio Araujo : Cesar

### Épisode 20:Concours d'éloquence
- États-Unis : 4 mai 2023 sur NBC
- Belgique : 12 décembre 2023 sur RTL TVI
- Suisse : 14 décembre 2023 sur RTS 1
- France : 16 septembre 2024 sur TF1

- États-Unis : 4,28 millions de téléspectateurs (première diffusion)[37]

- Virginia Newcomb : Amber Hayes
- Erin Neufer : Helene Young
- Dan Bittner : Parker Young
- Josh Caras : Colin Sharpe
- Daniel Kushner : Todd Edmondson
- J. Richey Nash : Bill Edmondson
- Olivia Daponde : Naomi Hayes
- Alex Massarotti : Sean Richards
- Deborah Kuhn : Sophie Richards
- Fernell Hogan : Booker Green
- Mark Vaughn : Darrel Green
- Iman Amini : Nathan Beck
- Eulone Gooding : Talisha Cole

### Épisode 21:Crimes sur commande
- États-Unis : 11 mai 2023 sur NBC
- Belgique : 12 décembre 2023 sur RTL TVI
- Suisse : 21 décembre 2023 sur RTS 1
- France : 23 septembre 2024 sur TF1

- États-Unis : 4,24 millions de téléspectateurs (première diffusion)[38]

- Christopher Meloni : inspecteur Elliot Stabler
- Adam Petchel : Elias Olsen
- Annalisa Chamberlin : Kate Wallace
- Deborah Maier : Maude Wallace
- Allison Wick : Evie Quinn
- Suzana Norberg : Rose Bergman
- Vincent Minutella : Harvey Bergman
- Hamish Allan-Headley : Greg Sumpter
- Tatiana Carmen Cruz : Maria Varga
- Patrick Zeller : Derek Scully
- Whitney McIntosh-Joseph : technicien CSU
- Kim Maresca : Darlene Quinlan
- Erika Longo : EMT Donna Longo
- Michael Zlabinger : Billy Vitale
- Lyanka Gryu : April Lewis
- Abby Royle : Shelley Reed
- Robert McKeon : Mark Reed
- Matt Stango : Robbie Dunlap
- Joey Diaz : Al
- Allyson Morgan : nurse Shelby Roberts

### Épisode 22:Les Petites annonces du crime
- États-Unis : 18 mai 2023 sur NBC
- Belgique : 12 décembre 2023 sur RTL TVI
- Suisse : 21 décembre 2023 sur RTS 1
- France : 30 septembre 2024 sur TF1

- États-Unis : 4,36 millions de téléspectateurs (première diffusion)[39]

- Christopher Meloni : inspecteur Elliot Stabler
- Ainsley Seiger : inspecteur Jet Slootmaekers
- Annalisa Chamberlin : Kate Wallace
- Deborah Maier : Maude Wallace
- Allison Wick : Evie Quinn
- Hamish Allan-Headley : Greg Sumpter
- Suzana Norberg : Rose Bergman
- Vincent Minutella : Vincent Bergman
- Tatiana Carmen Cruz : Maria Varga
- Patrick Zeller : Derek Scully
- Brent Antonello : Détective Jamie Whelan
- Rick Gonzalez : détective Bobby Reyes
- Francois Battiste : Agent Curtis McCrary
- Marc Reign : Junior Suarez
- Bryan Burton : Jacob Bettencourt
- Ryan Nicolls : Gil Hughes
- Pamela Mitchell : Gretchen Scully
- Stephen Ojo : Yves Nettey
- Cisco Lopez : Manny Lopez
- Mariel Suarez : Martina Lopez
- George Sheffey : Larry Wilcox
- Caitlin O'Connell : Sandra Sherman
- Keira Naughton : Linda Wilkie
- Lindsay Brill : Karlie Coburn
- Jock McKissic : Randy Gordon

- Suite et fin de cette histoire dans l'épisode 22, Apparence trompeuse, de la saison 3 de New York, crime organisé.
- Dernière apparition de l'inspecteur Grace Muncy, jouée par Molly Burnett depuis l'épisode 2 de cette saison, qui prend la décision d'accepter un poste d'agent pour la Drug Enforcement Administration.
- De son côté, désormais enseignante et enceinte du substitut du procureur Carisi, l'ancienne enquêtrice Amanda Rollins fait une apparition.